# Tychy Żwaków
Tychy Żwaków – przystanek kolejowy na trasie Katowice-Zwardoń, położony przy lesie w Tychach na terenie dzielnicy Żwaków.

## Ruch pasażerski
| Rok  | Wymiana pasażerska na dobę |
| ---- | -------------------------- |
| 2017 | 100-149                    |
| 2022 | 200-299                    |

Obecnie przystanek ma dwa perony boczne z zadaszeniem; budynek został rozebrany w pierwszej połowie sierpnia 2005 roku z powodu złego stanu technicznego. Brak kas biletowych. Przejazd kolejowo-drogowy kategorii C. Przystanek obsługuje ruch lokalny Katowice – Bielsko-Biała.